# Parassy
Parassy ist eine französische Gemeinde mit 406 Einwohnern (Stand: 1. Januar 2022) im Département Cher in der Region Centre-Val de Loire. Sie gehört zum Arrondissement Bourges und zum Kanton Saint-Germain-du-Puy.

## Geografie
Etwa 20 Kilometer nordnordöstlich von Bourges gelegen befindet sich Parassy in der Champagne berrichonne. 
Umgeben wird Parassy von den Nachbargemeinden Henrichemont im Norden, Morogues im Nordosten und Osten, Aubinges im Osten und Südosten, Les Aix-d’Angillon im Südosten und Süden, Soulangis im Süden und Südwesten sowie Menetou-Salon im Westen. 

## Bevölkerungsentwicklung
| Jahr                       | 1962 | 1968 | 1975 | 1982 | 1990 | 1999 | 2009 | 2019 |
| Einwohner                  | 383  | 346  | 293  | 346  | 458  | 423  | 416  | 405  |
| Quellen: Cassini und INSEE |      |      |      |      |      |      |      |      |

## Sehenswürdigkeiten
- Kirche Sainte-Trinité aus dem 12. Jahrhundert, Monument historique (siehe auch: Liste der Monuments historiques in Parassy)
- Schloss von Parassy aus dem 19. Jahrhundert